# Operacions aerotransportades estatunidenques a Normandia
Les operacions aerotransportades estatunidenques a Normandia van ser les primeres operacions de combat americanes durant l'operació Overlord, la invasió de Normandia, pels Aliats Occidentals el 6 de juny de 1944. Al voltant de 13.100 paracaigudistes de les divisions aerotransportades 82a i 101a van fer un salt paracaigudista durant la nit del Dia-D (el 6 de juny), seguits per 3.937 tropes transportades amb planadors. En començar l'operació Neptú, l'operació d'assalt d'Overlord, les divisions aerotransportades americanes havien arribat al continent per realitzar dues missions paracaigudistes i sis de planadors.
Ambdues divisions formaven part del VII Cos americà i tenien la missió de capturar Cherbourg tan aviat com fos possible perquè els Aliats disposessin d'un port on rebre subministraments. Les missions específiques per a les missions aerotransportades eren bloquejar les aproximacions a les zones adjacents a la platja Utah, capturar les sortides de la platja, i aconseguir punts per on travessar el riu Douve a Carentan per assistir el V Cos en fusionar les dues platges americanes.
L'assalt no va tenir èxit en bloquejar les aproximacions a Utah durant 3 dies. Van tenir una part nombrosos factors, la major part dels quals era la gran dispersió dels salts. Malgrat això, les tropes alemanyes van ser incapaces d'explotar el caos. Moltes unitats alemanyes van fer una defensa tenaç dels seus punts forts, però tots ells van anar sent sistemàticament derrotats en el transcurs d'una setmana.

## Rerefons

### Plans i revisions
Durant 1943, i en diverses fases preliminars, es van anar realitzant els plans per a la invasió de França, durant el transcurs del qual els Caps de l'Estat Major Combinat assignaven 13½ grups de transports a un assalt aerotransportat sense definir. La mida, objectius i detalls del pla no s'elaboraren fins que el General Dwight D. Eisenhower esdevingué el Comandant Suprem Aliat el gener de 1944. A mitjans de febrer Eisenhower rebé la notícia del Quarter General de les Forces Aèries de l'Exèrcit dels Estats Units que el TO&E dels grups de C-47 Skytrain s'incrementaria de 52 a 64 naus (a més de 9 de recanvi). Al mateix temps, el comandant del Primer Exèrcit americà. tinent general Omar N. Bradley, va rebre l'aprovació d'un pla per llançar dues divisions aerotransportades sobre la Península de Cotentin, una per assetjar les sortides de les platges i bloquejar la meitat oriental a Carentan a l'arribada de reforços alemanys; i l'altre per bloquejar el corredor occidental a La Haye-du-Puits en un segon salt. La naturalesa exposada i perillosa de la missió de La Haye de Puits va ser assignada a la 82a Divisió Aerotransportada, veterana de co,nat
, mentre que la missió de setge va ser donada a la inexperta 101a Divisió Aerotransportada, que al març rebé un nou comandant, el Major General Maxwell D. Taylor.
Bradley insistí que el 75% de l'assalt aerotransportat fos portat mitjançant planadors per concentrar les forces. Com que no podria ser recolzat per l'artilleria naval ni la del cos, el comandant de la 82a Aerotransportada, Major General Matthew B. Ridgway també volia un assalt mitjançant planadors per poder portar la seva artilleria. L'ús dels planadors va romandre als plans fins al 18 d'abril, quan les proves en condicions realístiques resultaren en un nombre excessiu d'accidents i en la destrucció de diversos planadors. El 28 d'abril es canvià el pla, i tota la força saltaria en paracaigudes en un únic salt durant la nit, amb els planadors portant reforços durant el dia.

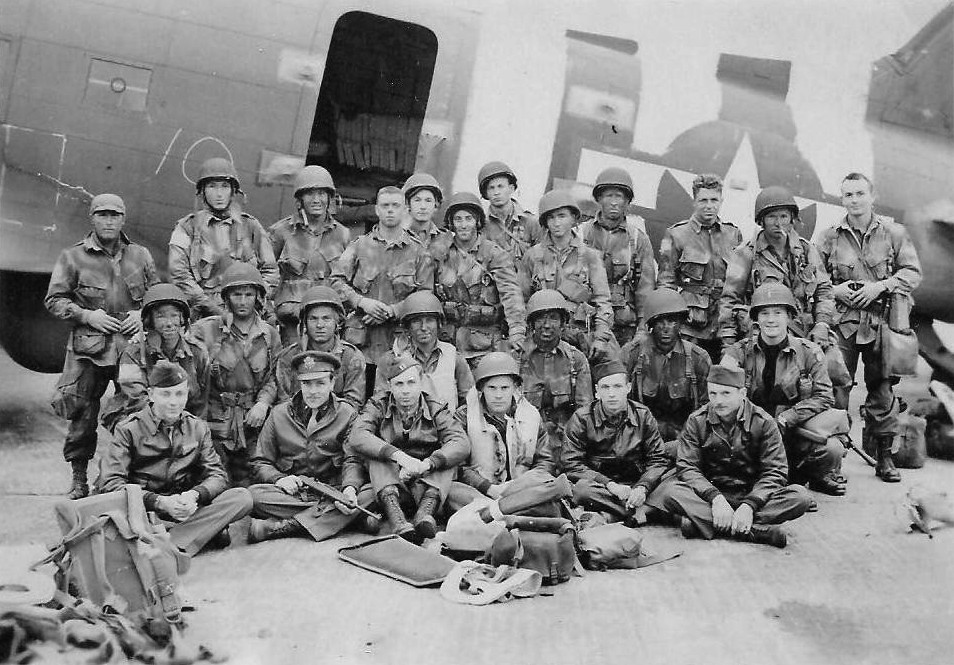
Exploradors i tripulants aeris davant del seu C-47 Skytrain, Anglaterra

Els alemanys, que havien oblidat fortificar Normandia, començaren a construir defenses i obstacles contra un assalt aerotransportat a Cotentin, incloent específicament la zona de salt prevista per la 82a. En un inici no es va fer cap canvi de plans, però quan un nombre significatiu de forces alemanyes va ser traslladat a Cotentin a mitjans de maig, les zones de salt de la 82a es mogueren, tot i que s'havien formulat plans detallats i l'entrenament realitzat s'havia fet basant-se en els plans originals.
Només 10 dies abans del Dia-D s'arribà a un compromís. A causa de la gran presència alemanya, el Primer Exèrcit volia que la 82a saltés més a prop de la 101a per ajudar-se mútuament si calia. El VII Cos, però, volia que els salts fossin a l'oest del Merderet per conquerir un cap de pont. El 27 de maig les zones de salt van ser traslladades a 16 km a l'est de Le Haye-du-Puits, a les dues ribes del Merderet. El 501r Regiment d'Infanteria Paracaigudista de la 101, que inicialment havia de conquerir Sainte-Mère-Église, ara hauria de protegir el flanc de Carentan, i la captura de Sainte-Mère-Église va ser assignada al 505è Regiment d'Infanteria Paracaigudista de la 82a.
Pel transport de tropes, l'experiència a la invasió de Sicília dictava una ruta que evitava les forces navals aliades i les defenses antiaèries alemanyes a través de la riba est de Cotentin. El 12 d'abril s'aprovà una ruta que partiria d'Anglaterra a Portland Bill, volaria a baixa alçada direcció sud-oest sobre l'aigua, llavors giraria 90 graus als sud-est i entraria "per la porta del darrere" sobre la costa occidental. Al punt inicial la 82a continuaria directament fins a La Haye-du-Puits, i la 101 viraria cap a l'esquerra i es dirigiria cap a Utah Beach. El pla requeria virar a la dreta després dels salts i tornar per la ruta recíproca.
Malgrat tot, el canvi de les zones de salt el 27 de maig i l'augment de les defenses alemanyes va fer que el risc pels avions de foc de terra fos molt major, i es modificaren les rutes per tal que la 101 volés per una ruta d'entrada més al sud per damunt del riu Douve (el qual donaria un punt de referència millor durant la nit pels inexperts pilots dels transports de tropes). Davant la desgana dels comandants navals, les rutes de sortida de les zones de salt va ser modificada perquè sobrevolessin Utah Beach, després al nord en un "corredor de seguretat" de 16 km d'ample i llavors al nord-oest sobre Cherbourg. Encara el 31 de maig es modificaren les rutes per a les missions de planadors per evitar sobrevolar la península a la llum del dia.

### Preparatius
El IX Comandament de Transport de Tropes (TCC del nom en anglès Troop Carrier Command) es formà a l'octubre de 1943 per portar a terme la missió d'assalt durant la invasió. El Brigadier General Paul T. Williams, que havia comandat les operacions de transport a Sicília i a Itàlia, en prengué el comandament al febrer de 1944. El comandament del TCC i el seu estat major era una barreja excel·lent de veterans d'aquests assalts anteriors, i alguns oficials claus van ser retinguts.
Els grups assignats al IX TCC eren una mixtura d'experiències. Quatre havien combatut significativament a la 12a Força Aèria; quatre no tenien experiència de combat però havien entrenat conjuntament durant més d'un any als Estats Units; quatre més havien estat formats en els darrers 5 mesos i havien arribat al Regne Unit un mes després que comencés l'entrenament; i el darrer només tenia experiència com a grup de transport i havia estat format recentment.
L'entrenament conjunt amb les tropes paracaigudistes i l'èmfasi en les formacions nocturnes començà a inicis de març. La veterana 52a Ala de Transport de Tropes (TCW – Troop Carrier Wing), unida a la 82a Aerotransportada, progressà ràpidament i a finals d'abril havia completat amb èxit diversos salts nocturns. La 53a TCW, que treballava amb la 101a, també progressava bé, tot i que una missió de pràctica el 4 d'abril amb pobre visibilitat resultà amb un salt dispers, però dos dels seus grups es concentraren en missions de planadors. A finals d'abril l'entrenament conjunt amb les dues divisions aerotransportades cessà quan els generals Taylor i Ridgway consideraren que les seves unitats ja havien saltat prou. La 50a TCW no començà l'entrenament fins al 3 d'abril i progressà més lentament, quedant dificultada quan les tropes deixaren de saltar.
Un exercici de salt nocturn per la 101a Aerotransportada estava programat pel 7 de maig, l'Exercici Eagle, el qual va ser posposat per l'11 de maig, i esdevingué un assaig per a les dues divisions. La 52a TCW, portant només dos paracaigudistes simbòlics en cada C-47, actuà satisfactòriament tot I que els dos avions capdavanters del 316è Grup de Transport de Tropes (TCG Troop Carrier Group) col·lidiren a l'aire, matant 14 persones incloent el comandant del grup, Col. Burton R. Fleet. La 53a TCW va ser considerada "uniformement exitosa" als seus salts. La menys entrenada 50a TCW, però, es va perdre a la boirina quan els seus exploradors no van poder encendre els seus fars de navegació. Continuà entrenant fins a finals de mes amb salts simulats en els quals els exploradors els guiaven fins a les zones de salt. Els Grups 315è I 442è, que mai no havien portat tropes fins al maig I que van ser jutjats com les "germanes lletges", continuaren entrenant pràcticament totes les nits, amb paracaigudistes que no havien completat la seva quota de salts. A final de mes es realitzaren tres tests d'eficiència, fent-se salts simulats, els quals van ser avaluats com a complets. Els inspectors, però, van fer els seus judicis sense considerar que la majoria de les missions amb èxit s'havien fet amb temps clar.

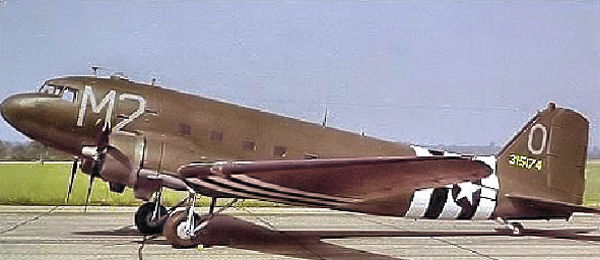
Un C-47 del 438è TCG marcat amb les barres d'invasió.

A finals de maig de 1944, el IX Comandament de Transport de tropes disposava de 1.207 avions de transport C-47 Skytrain i tenia un terç d'excedents, creant-se una gran reserva. Tres quartes parts dels avions tenien menys d'un any el Dia-D, i tots ells estaven en unes condicions excel·lents. Els problemes mecànics durant l'entrenament havien resultat en una gran quantitat de sortides avortades, però tots ells van ser substituïts per eliminar el problema. Tot el material demanat els comandants del IX TCC, incloent el blindatge, es van rebre, només amb l'excepció dels tancs de combustible auto-segellants, que el cap de les Forces Aèries de l'Exèrcit, Gen. Henry H. Arnold, rebutjà personalment a causa de la limitació de subministraments.
Les tripulacions disponibles excedien el nombre d'avions, però el 40% eren tripulacions recent arribades o substitucions individuals que no havien estat presents en gran part de l'entrenament de formacions nocturnes. Per tant, prop del 20% de les 924 tripulacions que participaren en les missions paracaigudistes del Dia-D tenien un entrenament nocturn mínim i tres quartes parts del total de les tripulacions mai no havia volat sota foc. Uns 2.100 planadors Airspeed Horsa havien estat enviats al Regne Unit, i després del desgast durant les operacions d'entrenament, n'havien disponibles per a les operacions 1.118, a més de 301 més rebuts dels britànics. Havien tripulacions suficients per pilotar 951 planadors, i com a mínim 5 dels grups de transport de tropes havien estat intensament entrenats per realitzar missions amb els planadors.
A causa del requeriment d'un silenci radiofònic absolut i un estudi que alertava que els milers d'avions que volarien durant el Dia-D es trencarien els sistemes existents, es formularen plans per marcar els avions, incloent els planadors, amb barres blanc i negres per facilitar el reconeixement dels avions. El Mariscal en Cap de l'Aire Sir Trafford Leigh-Mallory, comandant de la Força Aèria Expedicionària Aliada, aprovà l'ús d'aquestes marques de reconeixement el 17 de maig.
Pels avions de transport de tropes aquestes eren 3 franges blanques i dues de negres, cadascuna de 60cm d'ample, al voltant del fuselatge darrere de les portes de sortida i de davant al darrere a les ales exteriors. L'1 de juny es realitzà un exercici de prova, però per motius de seguretat, no es donaren les ordres de pintar els avions fins al 3 de juny.

### Forces oposades
| - VII Corps - 82a Divisió Aerotransportada - 101a Divisió Aerotransportada - 9è Comandament de Transport de Tropes - 50a Ala de Transport de Tropes - 52a Ala de Transport de Tropes - 53a Ala de Transport de Tropes | - 7. Armee - 91a Divisió d'Aterratge Aeri - 243a Divisió d'Infanteria - 709a Divisió d'Infanteria - 6è Regiment Paracaigudista |

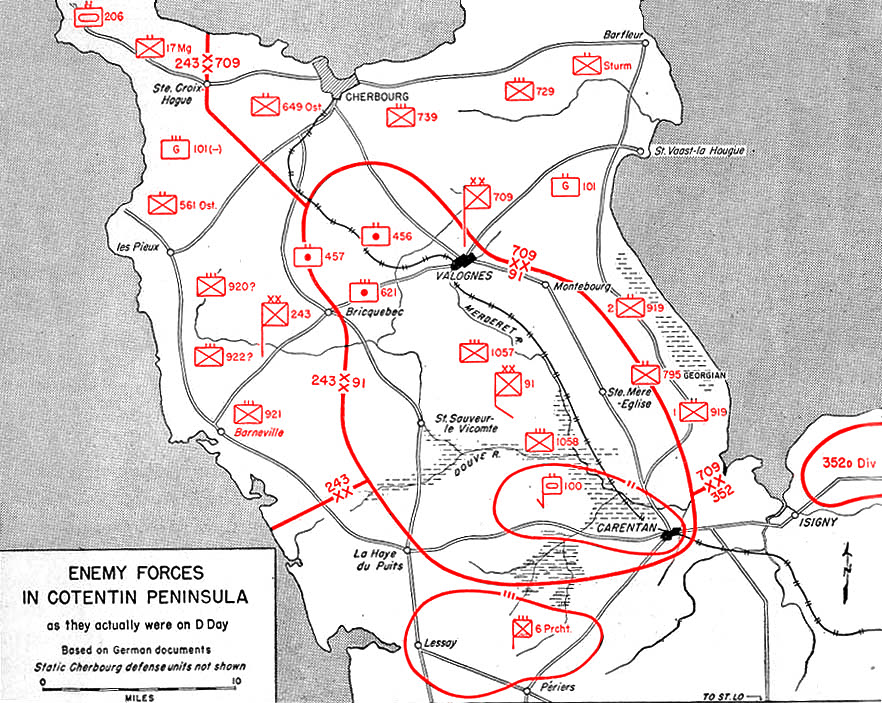
Desplegament de les forces alemanyes el 6 de juny de 1944.

## Els exploradors
Els 300 homes de les companyies d'exploradors van ser organitzats en equips d'entre 14 i 18 paracaigudistes cadascun, la principal responsabilitat dels quals era desplegar el far terrestre del radar transponedor Rebecca/Eureka, i situar les llums de marca. El Rebecca, un emissor/receptor aerotransportat, indicava al seu àmbit d'aplicació la direcció i radi aproximat de l'Eureka, un far de resposta. Els paracaigudistes havien entrenat a l'acadèmia durant dos mesos amb les tripulacions de transport de tropes, però encara que cadascun dels C-47 del IX TCC tenia un Rebecca instal·lat, per tal d'evitar col·lapsar el sistema amb centenars de senyals, només s'autoritzà als líders de formació a usar-lo prop de les zones de llançament.
Malgrat molts fracassos inicials al seu ús, el sistema Eureka/Rebecca s'havia usat amb un gran nivell de cura en un salt nocturn de la 82a Aerotransportada per reforçar el Cinquè Exèrcit a Salerno. Malgrat que el radi d'acció del sistema era només de 3 km de l'emissor terrestre, els senyals es fusionaven en un únic senyal en el que tant l'abast com la demora es perdien. El sistema es dissenyà per dirigir grans formacions d'avions des de pocs kilòmetres de la zona de salt, en aquell punt les marques lumíniques holophane o d'altres senyals visuals que acabarien de guiar el salt.
Cada zona de salt (DZ, drop zone) tenia una sèrie de 3 C-47 encarregats de localitzar-la i llançar-hi els equips d'exploradors, els quals la marcarien. Les sèries havien d'arribar en onades amb intervals de sis minuts. Les sèries d'exploradors estaven organitzades en dues onades, amb els de la 101a Aerotransportada arribant mitja hora abans del primer salt programat. Aquests serien els primers soldats americans, i potser aliats, en aterrar per la invasió. Les tres sèries d'exploradors de la 82a Aerotransportada havien de començar els seus salts un cop aterrés la primera onada de la 101a, 30 minuts abans dels primers salts de la 82a.

### Resultats el Dia-D

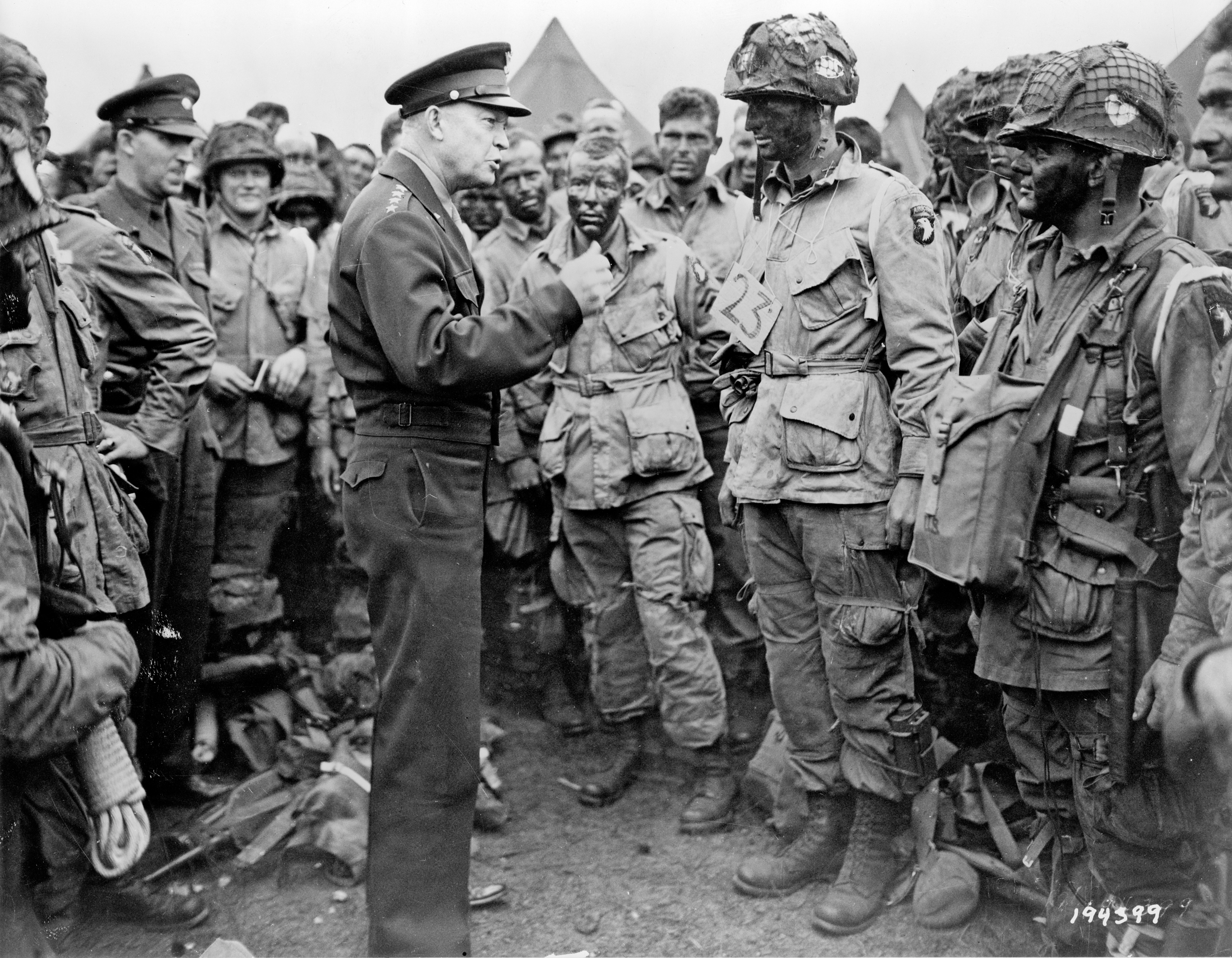
El General Eisenhower parlant amb el Tinent Wallace C. Strobel i els homes de la companyia E 502 PIR el 5 de juny. La placa que porta Strobel al coll indica que és el cap de salt pel 23 del 438è TCG

Els esforços realitzats per les primeres onades d'exploradors en marcar les zones de salt van ser parcialment inútils. La primera sèrie, assignats a la DZ A, no va trobar la zona i saltà prop d'un kilòmetre de St. Germain-de-Varreville. L'equip va ser incapaç de fer anar els llums halophane o l'emissor Eureka fins que el salt ja estava en marxa. Tot I que la segona onada d'exploradors va patir un avió caigut a l'aigua, la resta saltaren prop de la DZ C, però la majoria dels seus llums de marcació es van perdre amb l'avió caigut. Aconseguiren encendre un Eureka abans que arribés la força d'assalt, però es van veure obligats a fer servir un llum manual que no va ser vist per molts pilots. Els avions destinats al DZ D del riu Douve no van veure on havien de fer el darrer gir i van passar-se de llarg. En tornar des d'una direcció desconeguda, van saltar 10 minuts tard i 2 km lluny de la zona de salt. La zona de salt va ser triada després que el 501 RIP canviés de missió I es trobava en una zona identificada pels alemanys com que era possible que hi arribessin paracaigudistes. En conseqüència hi havia presents diversos alemanys, amb la qual cosa els exploradors no podien emprar els seus llums i es van veure obligats a confiar únicament en Eureka, que era una pobre guia a tan curt abast.
Els exploradors de la 82a Aerotransportada van tenir resultats semblants. La primera sèrie, destinada a la DZ O prop de Sainte-Mère-Église, volà massa al nord, però corregiren el seu error i saltaren prop de la zona. És on es va fer l'ús més efectiu dels Eureka i dels llums de situació holophane. Els avions que es dirigien a la DZ N al sud de Sainte-Mère-Église van volar correctament i van identificar visualment la zona, però malgrat això els equips saltaren dos kilòmetres al sud-est. Van aterrar enmig de tropes de la 91a divisió alemanya i no van aconseguir arribar a la zona de salt. Els equips destinats a marcar la DZ T, al nord-oest de Sainte-Mère-Église van ser els únics que van saltar on calia, i si bé van poder emprar tant l'Eureka com em BUPS, no van poder fer servir els llums a causa de la presència de tropes alemanyes. En resum, en quatre de les sis zones de salt no es pogueren emprar els llums de marca.
Els equips d'exploradors assignats a les Zones de Salt C (101) i N (82) portaven senyals BUPS. Les unitats per la DZ N van intentar guiar els llançaments de subministraments amb paracaigudes previstos durant el Dia-D, però el parell de DZ C serví per donar un punt d'orientació central per tots els radars SCR-717. A més, les unitats van quedar malmeses en el salt i no van servir de res.

## Salts de combat

### Perfil de missió
L'assalt aerotransportat va ser dividit en dues missions: Albany i Boston, cadascuna de les quals amb una força de 3 regiments saltant sobre una zona. Les zones de salt de la 101 estaven situades a l'est i al sud de Sainte-Mère-Église, anomenades A, C i D de nord a sud (la Zona de Salt B era la del 501r PIR abans dels canvis del 27 de maig). Les de la 82 estaven a l'oest (T i O, d'oest a est) i sud-oest (N).

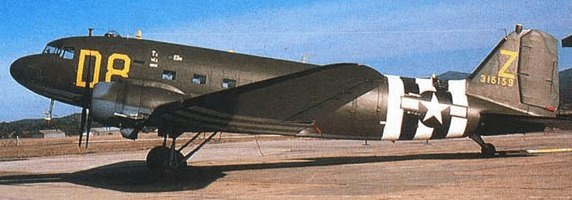
Un C-47 del 439è Grup de Transport de Tropes, que portà el 506 PIR (de la sèrie Band of Brothers) a Normandia. Es tracta de l'avió del comandant de grup, Marca 1 d'11, assignat a la Zona de Salt C

Cada regiment d'infanteria paracaigudista (PIR, de l'anglès Parachute Infantry Regiment) era una unitat d'aproximadament 1.800 homes organitzats en tres batallons, estava transportat per tres ó quatre "sèries", formacions de 36, 45 ó 54 C-47s, i separades les unes de les altres per intervals específics de temps. Els avions, designats seqüencialment per una sèrie de "números de guix" (literalment, números escrits amb guix sobre els avions per ajudar els paracaigudistes a embarcar en l'avió correcte), estaven organitzats en "vols" de 9 avions, en un model de formació anomenat "V de Vs" (tres avions formant una V arrenglerats en una V més gran de 3 elements), amb els vols volant un darrere de l'altre. Estava programat que les sèries arribessin a les zones de salt en intervals de sis minuts. Els paracaigudistes estaven dividits en "bastons", i cada avió portava entre 15 i 18 homes.
Per assolir la sorpresa, els salts van ser dirigits per aproximar-se a Normandia a baixa altitud des de l'oest. Les sèries començaren a enlairar-se a les 22:30 el 5 de juny, reunits en formacions en vol i dirigint-se als punts de reunió, i volant sud fins al punt de sortida, sota el nom clau de "Flatbush". Des d'allà baixaven i volaven sud-oest sobre el Canal de la Mànega a 150 metres sobre el nivell del mar per quedar per sota de la cobertura del radar alemany. Cada vol amb sèrie estava a 300 metres darrere del vol anterior. Els vols es trobaren vents que els empenyaren 5 minuts per davant de l'horari programat, però l'efecte va ser uniforme sobre tota la força d'invasió i no va tenir cap efecte en els programes. Un cop estaven sobre l'aigua, s'apagaren tots els llums llevat dels llums de formació, i aquests van reduir-se fins nivell d'intensitat més baix.
En 24 minuts i 92 km de vol sobre el canal, els transports de tropes arribaren a un vaixell de senyals amb nom clau "Hoboken" que portava un emissor Eureka, on van girar cap a l'esquerra cap al sud-est i volaren entre les illes del Canal de Guernsey i Alderney. El temps sobre el Canal era clar, totes les sèries volaven sobre les seves rutes i en una formació tancada mentre que s'apropaven als seus punts inicials sobre la costa de Cotentin, on viraren cap a les seves zones de salt respectives. El punt inicial per la 101 a Portbail, amb nom clau "Muleshoe", estava aproximadament a 16 km al sud del punt assignat a la 82a, "Peoria", prop de Flamanville.

### Salts dispersos
Malgrat l'execució precisa sobre el canal, les formacions es trobaren nombrosos factors sobre la península de Cotentin desorganitzaren els salts, molts d'ells es trobaren saltant en una ràpida successió o simultàniament. Aquests incloïen:
- la configuració dels C-47, incloent una severa sobrecàrrega, l'ús de paracaigudes de resistència aerodinàmica d'inducció, i un canvi en el centre de gravetat,
- una mancança de navegants en el 60% dels avions, forçant als pilots a fer de navegants quan es trencaren les formacions,
- el silenci absolut que evità les alertes quan es trobaren les condicions atmosfèriques desfavorables,
- un banc de núvols sòlid a alçada de penetració (a 460m d'alçada), enfosquint tota la meitat occidental dels 35 km d'ample de la península, amb núvols prims i trencats sobre la meitat oriental,
- una boira opaca a nivell de terra sobre diverses zones de salt,
- el foc antiaeri alemany,
- les limitacions del sistema de radar Rebecca/Eureka emprat pels guies de les sèries fins a les seves zones de salt,
- l'ús d'emergència del Rebecca per nombrosos avions perduts,
- les zones de salt no estaven marcades o ho estaven molt poc,
- els avions passaren dues o tres vegades sobre una zona buscant les zones de salt.

De les 20 sèries que compongueren les dues missions, 9 s'enfonsaren en el banc de núvols quedant molt disperses. De les sis sèries que aconseguiren concentrar els salts, cap volà entre els núvols. Malgrat això, el factor primari en limitar l'èxit de les unitats de paracaigudistes, perquè magnificà tots els errors resultants dels factors anteriors, va ser la decisió de fer un salt massiu nocturn, un concepte que no es tornà a emprar en les tres operacions aerotransportades posteriors. Aquest factor s'il·lustrà quan els mateixos grups de transport de tropes volaren una segona onada aquell mateix dia amb precisió i èxit, tot i patir un sever foc.

### Primera onada: MissióAlbany
Els paracaigudistes de la 101a Aerotransportada Àligues Calbes saltaren el 6 de juny entre les 0:48 i les 01:40 (horari britànic). 6.928 paracaigudistes viatjaren a bord de 432 C-47s de la missió Albany s'organitzaren en 10 sèries. Els primers vols, dirigits a la DZ A, no van patir mal temps, però errors de navegació i en no rebre el senyal Eureka causà que el 2n batalló del 502 PIR saltessin sobre una zona errònia. La majoria de la resta del 502 saltà de manera desorganitzada per la zona de llançament senyalada pels exploradors prop de la platja. Dos comandants de batalló es feren càrrec de petits grups i acompliren totes les seves missions previstes pel Dia-D. L'artilleria de la divisió patí un dels pitjors salts de l'operació, perdent tots els seus obusos llevat d'un i la majoria dels seus membres van quedar ferits.
Tres sèries que portaven el 506 PIR van quedar molt disperses pels núvols i pel posterior foc antiaeri. Així i tot, dos terços del 1r batalló va caure al punt exacte a la DZ C. El 2n batalló, la major part del qual va caure massa a l'oest, lluità fins a Houdienville, on arribà a mitja tarda, descobrint que la 4a Divisió ja havia arribat a les sortides. El 3r batalló del 501 PIR, també assignat a la DZ C, va quedar més dispers, però aconseguí acomplir la seva missió assegurant les sortides. Una petita unitat arribà a la sortida de Pouppeville a les 06:00, lluitant durant sis hores per assegurar-la, fins poc abans que les tropes de la 4a divisió enllacessin amb ells.
Les sèries del 501r PIR també patiren un intens foc antiaeri, però realitzaren un salt acurat sobre la DZ D. Part de la zona estava coberta per foc alemany assajat que causà moltes baixes abans que les tropes poguessin alliberar-se dels paracaigudes. Entre els morts estaven dos dels tres comandants de batalló i un dels seus oficials executius. Un grup de 150 homes capturaren l'objectiu principal, la reclosa de la Barquette, a les 04:00. Un oficial d'estat major reuní una secció i aconseguí acomplir un altre dels objectius conquerint dos ponts prop de la Porte a les 04:30. El 2n batalló aterrà pràcticament intacte sobre la DZ D, però en tot un dia de combats no aconseguí conquerir Saint-Côme-du-Mont i destruir els ponts sobre el Douve.
Dia-D el seu 3r batalló aterrà just després del vespre i va fer bivac a la platja. A la matinada del 7 de juny s'havien reunit dos batallons més prop de Sainte Marie du Mont.

### Primera onada: MissióBoston
El salt de la 82a Aerotransportada, missió Boston, començà a les 01:51. també va ser un pont aeri de 10 sèries organitzades en 3 onades, amb 6.420 paracaigudistes en total a bord de 369 C-47s. Els C-47 que portaven el 505 PIR no van patir les dificultats de la 101. Els exploradors de la DZ O viraren sobre els seus senyals Eureka tan bon punt la primera sèrie de la 82 travessà el punt inicial i les marques de llum sobre les zones de reunió dels 3 batallons. Per tant, el 505 va tenir el salt més acurat de tot el Dia-D, amb la meitat del regiment saltant en un radi d'un kilòmetre del la seva DZ, i el 75% en un radi inferior a 3 kilòmetres.
La resta de regiments van quedar significativament més dispersos. El 508è PIR patí el pitjor salt de tots, amb només el 25% dels seus membres saltant a un kilòmetre del DZ. La meitat del regiment saltà a l'est del Merderet, quedant inútils per a la seva missió original. Els exploradors del 507è PIR aterraren a la DZ T, però com que havia alemanys a la rodalia, no van poder encendre els llums de marca. Aproximadament la meitat aterrà sobre una zona d'aiguamolls al costat del riu. Les estimacions de les baixes varien de "alguns" a "molts" (contra un total de 156 morts en combat que patí la divisió en tot el Dia-D), però es va perdre gran part de l'equip i les tropes van tenir problemes per reunir-se.
En haver-se reunit amb temps el 505 PIR va poder acomplir dues de les seves missions segons el programa. Amb l'ajut d'un francès que els portà dins de la ciutat, el 3r batalló capturà Sainte-Mère-Église a les 04:30 davant la "feble oposició" dels artillers alemanys. El 2n batalló va establir una posició de bloqueig a les aproximacions nord de Sainte Mère-Eglise amb una única secció, mentre que la resta reforçava el 3r batalló quan a mig matí van rebre un contraatac. El 1r batalló no aconseguí els seus objectius de capturar els ponts sobre el Merderet a la Fière i a Chef-du-Pont, malgrat l'ajut de diversos centenars de tropes dels regiments 507 i 508.
Cap dels objectius de netejar les zones a l'oest del Merderet i destruir els ponts sobre el Douve s'aconseguiren durant el Dia-D. Malgrat això un batalló del 508 PIR conquerí un turó proper al Merderet i rebutjà els contraatacs alemanys a Chef-du-Pont durant 3 dies, acomplint la seva missió. Dues companyies del 507 es van mantenir darrere del centre de resistència alemany a Amfreville fins a ser rellevats el 9 de juny.

## Aterratges en planador del Dia-D

### Assalts de matinada
Abans de l'albada es produïren dos aterratges, les missions Chicago (101) i Detroit (82), cadascuna formada per 52 planadors CG-4 Waco, transportant canons antitanc i tropes de suport per a cada divisió. Les missions van tenir lloc mentre que els aterratges seguien en progrés i continuaren durant dues hores. Chicago va ser un èxit sense precedents, amb un 92% dels efectius aterrant en un radi de 3 km de l'objectiu. Detroit quedà malmesa pel mateix banc de núvols amb què es trobaren els paracaigudistes i només el 62% aterrà a lloc. Tot i això, aconseguiren portar armes pesants que immediatament van entrar en servei. Només 8 passatgers van morir a les dues missions, però un d'ells era l'assistent del comandant de la divisió de la 101a Aerotransportada Brigadier General Don Pratt. Cinc planadors de la 82, perduts al banc de núvols, van romandre desapareguts fins a un mes després.

### Missions de reforç al vespre
Al vespre del Dia-D van tenir lloc dues noves missions amb planadors, les missions Keokuck i Elmira, realitzada per 208 planadors. Operant d'acord amb l'horari d'estiu britànic, ambdues missions es realitzaren encara amb llum de dia. Totes dues missions van anar escortades de caces P-38, P-47 i P-51.
Keokuck era una missió de reforç per a la 101a, consistent en una sèrie de 32 remolcadors i planadors que s'enlairaren a les 18:30. Arribà a les 20:53, set minuts abans del previst, entrant per Utah Beach per limitar l'exposició al foc enemic, en una zona d'aterratge clarament marcada amb pannells grocs i fum verd. Les formes alemanyes a Turqueville i Saint Côme-du-Mont, a 3 kilòmetres de la LZ E, van aguantar el foc fins que els planadors començaren a aterrar, i encara que estaven massa lluny, aconseguiren causar-los diverses baixes. Dos planadors aterraren darrere les línies alemanyes. La missió és significativa per ser la primera acció en planadors a la llum del dia, però no va ser significativa per l'èxit de la 101 Aerotransportada.
Elmira va ser essencial per l'èxit de la 82a, tot i que portà dos batallons d'artilleria i 24 obusos de suport dels PIR 507 i 508 a l'oest del Merderet. Consistia en quatre sèries, les dues primeres arribaren deu minuts després de Keokuck, i les altres dues, dues hores després del vespre. Els primers planadors, desconeixedors que les LZ havien estat traslladades a la DZ O, van patir un seriós foc terrestre de les tropes alemanyes que ocupaven la LZ W. Els C-47 alliberaren els seus planadors ala LZ original, on la majoria lliurà les seves càrregues inctactes malgrat els danys.
La segona onada de la missió Elmira arribà a les 22:55, i com que no operaren més exploradors, es dirigiren cap al senyal Eureka de la LZ O. Aquesta onada patí molt foc terrestre mentre que passà sobre les posicions alemanyes. Una sèrie va quedar lliure massa aviat i caigué darrere les línies alemanyes, però la segona va arribar a la LZ O. Gairebé la totalitat d'ambdós batallons s'uniren a la 82a al matí, i 15 canons estaven operatius el 8 de juny.

## Següents aterratges i missions de subministrament

### El 325è Regiment d'Infanteria en Planador
A més van tenir lloc dues missions més amb planador ("Galveston" i "Hackensack"), que van tenir lloc a l'albada del 7 de juny, portant el 325è Regiment d'Infanteria en Planador a la 82a Aerotransportada. El resultat de la missió Elmira resultà en un canvi de ruta sobre la vall del riu Douv que evità el foc antiaeri del vespre abans, i canvià la zona d'aterratge a la LZ E, la de la 101a Aerotransportada. La primera missió, Galveston, consistia en dos sèries que transportaven el 1r batalló del 325è i la resta de l'artilleria. Consistia en 100 planadors, portava prop d'un miler d'homes, 20 canons i 40 vehicles, i arribà a les 06:55. La primera sèrie transportà armes petites, però no es va posar en perill. Les poques descàrregues van resultar en una sèrie d'accidents, que comportaren 100 baixes al 325è (17 d'elles fatals). La segona sèrie arribà a la LZ W amb cura i poques baixes.
La missió Hackensack, que portava la resta del 325è, arribà a les 08:51. La primera sèrie, que portava tot el 2n batalló i la majoria del 2n Batalló 401 GIR (el "tercer batalló" del 325) aterrà en esquadrons en quatre camps diferents, cadascun a cada costat del LZ W, un dels quals caigué sota un foc intens. 15 soldats van morir i 60 més resultaren ferits, tant pel foc terrestre com pels accidents causats per aquest. La darrera sèrie de planadors, formada per 50 Wacos, portava tropes, morters de 81mm, i una companyia del 401, va fer un aterratge en grup perfecte i aterrà a la LZ W sense baixes pràcticament. A les 10:15, els tres batallons s'havien reunit. Amb un 90% dels seus homes presents, el 325 GIR esdevingué la reserva de la divisió a Chef-du-Pont.

### Avituallament aerotransportat
El 7 de juny es realitzaren dos llançaments de subministraments, la missió Freeport per la 82a i la missió Memphis per la 101. Aquestes operacions arribaren per la platja Utah, però van ser atacades per armes de foc petites des de terra quan sobrevolaven les posicions alemanyes, i virtualment cap dels subministraments destinats a la 101 arribà a la divisió. 14 dels 270 C-47 que portaven subministraments van ser abatuts, comparats amb els només 7 dels 511 planadors abatuts.
Durant la setmana següent, els Grups 441 i 436 realitzaren 6 missions d'avituallament, amb 10 llançaments en paracaigudes i 24 planadors. Això comportà que, en total, durant l'operació Neptú el IX Comandament de Transports de Tropes realitzà 2.166 sortides, 533 de les quals van ser de planadors.

## Operacions terrestres on participaren forces paracaigudistes
Després de 24 homes, només 2.500 dels 6.000 homes de la 101 estaven sota control del quarter general de la divisió. La 82a havia consolidat les seves forces a Sainte-Mère-Église, però diverses bosses de soldats havien quedat aïllades a l'oest del Merderet, algunes de les quals van haver de resistir durant dies. La dispersió de les tropes americanes, així com la naturalesa del terreny, va tenir l'efecte de confondre els alemanys i de fragmentar la seva resposta. A més, les inundacions defensives dels alemanys també ajudaren a protegir el flanc sud dels americans durant les primeres etapes. La 4a divisió havia desembarcat i sortia de Utah Beach conjuntament amb el 8è d'infanteria envoltant un batalló alemany als turons al sud de Sainte-Mère-Église, i el 12è i el 22è d'infanteria avançaven cap al nord-est de la ciutat. La major preocupació dels comandants paracaigudistes era enllaçar amb les tropes disperses a l'oest del riu.
Molts continuaren vagant i lluitant darrere les línies enemigues 5 dies o més. Molts es consolidaren en petits grups, reunits per oficials (incloent comandants de batalló) i sots-oficials, i molts eren estols de soldats de diverses unitats. L'estudi històric de la Força Aèria sobre l'operació senyala que diversos centenars de paracaigudistes disperses i desorganitzades lluny de les zones de llançament van ser escombrades, malgrat el seu valor i la seva duresa, per unitats alemanyes menors però cohessionades. En particular a les zones dels PIRs 507 i 508, aquests petits grups, mentre que lluitaven per la seva pròpia supervivència, van tenir un paper molt important en la destrucció de la resistència alemanya.
El 6 de juny, el 6è Regiment Paracaigudista alemany, comandat per l'Oberst Friedrich August von der Heydte, avançà en dos batallons, I./FJR6 a Sainte-Marie-du-Mont i II./FJR6 a Sainte-Mère-Église, però va haver d'encarar amb tropes de les dues divisions americanes. El I/FJR6 intentà passar entre les tropes americanes que ocupaven la riba del Douve, però pràcticament va ser totalment capturar. A prop, el 506 PIR realitzà un reconeixement amb dos batallons malmesos per capturar Saint-Côme-du-Mont, però malgrat comptar amb el suport de tancs, va ser aturat prop de Angoville-au-Plain. A la zona de la 82a, un batalló del 1058è regiment de granaders, amb el suport de tancs i d'altres vehicles blindats contraatacà a Sainte-Mère-Église el mateix matí, però van ser aturats per una companyia reforçada de tancs M4 Sherman de la 4a divisió. Els cuirassats alemanys es retiraren i la infanteria alemanya va patir un elevat nombre de baixes en un atac coordinat del 2n batalló 505 i del 2n batalló 8.

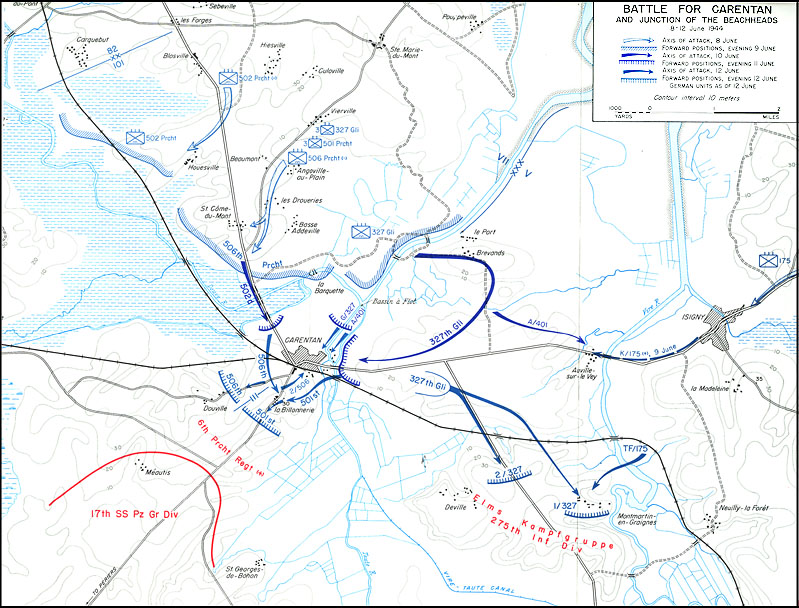
La batalla de Carentan, 8-12 de juny de 1944.

Unitats de la 101 van moure's per rodejar Saint-Côme-du-Mont, expulsant el FJR6 i consolidant les seves línies el 9 de juny. El VII Cos encarregà a la divisió que capturés Carentan. La 502 experimentà un dur combat el 10 de juny. L'endemà atacà la ciutat, amb el suport del 327 GIR atacant des de l'est. El 506 PIR rellevà l'exhaust 502 i atacà Carentan el 12 de juny, derrotant les tropes que els alemanys havien deixat per cobrir la retirada. El 13 de juny, usant canons d'assalt, tancs i infanteria del 37è regiment SS-Panzergrenadier de la 17a divisió Panzergrenadier SS Götz von Berlichingen, conjuntament amb el III./FJR6, atacaren la 101 al sud-oest deCarentan. Els alemanys van ser expulsats a l'esquerra de la línia americana en una batalla que s'estengué tot el matí, fins que el Comandament de Combat A de la 2a divisió cuirassada va ser enviada a rebutjar l'atac. A continuació, la 101 va ser assignada al VIII Cos el 15 de juny per fer tasques defensives abans de tornar a Anglaterra per descansar.
La 82a no havia aconseguit el dia 9 el control del pont sobre el Merderet. El seu 325 GIR, amb el suport de diversos tancs, forçà una travessà per enllaçar amb les bosses del 507 PIR, estenent la seva línia a l'oest del Merderet fins Chef-du-Pont. El 505 PIR capturà l'estació de Montebourg, al nord-oest de Sainte-Mère-Église, el 10 de juny, en suport d'un atac de la 4a Divisió. El 508 PIR atacà pel riu Douve a Beuzeville-la-Bastille el 12 de juny, capturant Baupte l'endemà. El dia 14, unitats de la 101 enllaçaren amb el 508 a Baupte.
El 325 i el 505 passaren entre la 90a divisió, que havia pres Pont l'Abbé (inicialment un objectiu de la 82), i saltà a l'oest del flanc esquerre del VII Cos per capturar Saint-Sauveur-le-Vicomte el 16 de juny. El 19 de juny la divisió va ser assignada al VIII Cos, i el 507 establí un cap de pont sobre el Douve al sud de Pont l'Abbé. La 82a Aerotransportada continuà la seva marxa cap a La Haye-du-Puits, llançant l'atac final sobre el Turó 122 (Mont Castre) el 3 de juliol enmig d'una tempesta. Va sortir del front per l'avanç de la 90a divisió d'infanteria l'endemà i passà a la reserva per preparar-se per tornar a Anglaterra.

## Baixes i avions perduts
En dos dies d'operacions 42 C-47 van ser destruïts, tot i que en molts casos les tripulacions van sobreviure i van tornar amb els Aliats. 21 de les pèrdues van ser durant l'assalt paracaigudista del Dia-D, 7 mentre que arrossegaven planadors, i els altres 14 mentre que realitzaven missions d'avituallament. Dels 517 planadors, 222 eren Airspeed Horsa, la major part dels quals van quedar destruïts en aterrar o pel foc alemany. Tot i que la major part dels 295 planadors Waco eren reparables per usar-los en operacions futures, la situació de combat a les platges no permetia que arribessin unitats de reparació, i el 97% dels planadors van ser abandonats.
Les baixes del Dia-D per les divisions aerotransportades van ser calculades a l'agost de 1944 en 1.240 per la 101 i en 1.259 per la 82. D'aquestes, la 101 patí 182 morts, 557 ferits i 501 desapareguts. Per la 82a, el total va ser de 156 morts, 347 ferits i 756 desapareguts. Les baixes fins al 30 de juny van ser informades pel VII Cos en 4.670 per la 101 (546 morts, 2.217 ferits i 1.907 desapareguts), i 4.480 per la 82 (457 morts, 1.440 ferits i 2.583 desapareguts.
Les baixes alemanyes, sumaren 21.300 per la campanya. El 6è Regiment Paracaigudista informà aproximadament 3.000 a finals de juny. Els totals de la divisió, que inclouen el combat contra les unitats del VII Cos (no només les paracaigudistes) van ser:
- 91a Luftlande Division: 2.212 (12 de juny), 5.000 (23 de juliol)
- 243a Divisió d'Infanteria: 8.189 (11 de juliol)
- 709a Divisió d'Infanteria: 4.000 (16 de juny)
- 17a Divisió SS-Panzergrenadier: 1.096 (30 de juny)

## Controvèrsia en el transport de tropes
Al seu llibre publicat el 1962 Night Drop: The American Airborne Invasion of Normandy, l'historiador de l'exèrcit S.L.A. Marshall concloïa que l'actuació global de les tropes aerotransportades a Normandia quedà condicionada per la pobre actuació realitzada pels pilots dels transports de tropes. Arribava a la conclusió sense entrevistar cap membre de les tripulacions ni reconeix que les operacions aerotransportades britàniques realitzades aquella mateixa nit van tenir èxit malgrat haver quedat també dispersos. Les dades originals de Marshall provenien de les entrevistes realitzades als paracaigudistes que tornaven a Anglaterra al juliol de 1944, després de combatre a França, que també va ser la base de totes les històries de l'exèrcit americà sobre la campanya escrites després de la guerra, i que després incorporaria al seu llibre.
El general Omar Bradley maleí la "inexperiència i l'ansietat dels pilots", així com el temps pels fracassos dels paracaigudistes. Les memòries d'antics membres de la 101 com Donald Burgett (Currahee) i Laurence Critchell (Four Stars of Hell) culparen durament els pilots, basant-se en les seves pròpies experiències, acusant-los de covardia i incompetència (tot i que Burgett també lloà l'Air Corps com "el millor del món"). Posteriorment John Keegan (Six Armies in Normandy) i Clay Blair (Ridgway's Paratroopers: The American Airborne in World War II) augmentaren el to de les crítiques, en afirmar que els pilots dels transports de tropes eren els menys qualificats de la Força Aèria, descontents i de rebuig. Entre altres crítics estan Max Hastings (Overlord: D-Day and the Battle for Normandy) i James Huston (Out of the Blue: U.S. Army Airborne Operations in World War II). El 2003, al llibre Airborne: A Combat History of American Airborne Forces, escrit pel tinent general E.M. Flanagan es repetien aquestes acusacions.
Aquestes crítiques derivaven inicialment del testimoni anecdòtic de la 101. Les crítiques dels veterans de la 82 són estranyes, i tant el general Ridway com el general Gavin lloaren els grups de transports de tropes, així com el tinent coronel Benjamin Vandervoort, igual que un preeminent veterà de la 101, el capità Frank Lillyman, comandant dels seus exploradors. Gavin afirmà que:

Els acompliments dels regiments paracaigudistes són deguts a la tasca conscient i eficient de lliurament realitzades pels seus pilots i tripulacions. Són conscient, com tots ho som, que la seva ala ha patit pèrdues en realitzar les seves missions i que una boira molt dolenta va aparèixer sobre la costa oest de la península. Malgrat això es realitzaren tots els esforços per tal que el salt fos tan exacte i precís com estava planejat. En la majoria dels casos s'acomplí.

Els pilots dels transport a les seves memòries i històries admeten molts errors en l'execució dels salts, però negaren les calúmnies sobre el seu caràcter, citant els molts factors com enumerar les assumpcions errònies. Alguns, com Martin Wolfe, un operador de ràdio del 436 TCG, senyalà que alguns retards en els salts van ser causats pels mateixos paracaigudistes, que volien treure el seu equipament quan l'avió ja havia superat la zona de salt diversos kilòmetres. Altres salts erronis fets davant de les seves pròpies zones de salt i insistien a anar abans. El personal del TCC també senyalà que l'ansietat existent per ser nou en el combat era quelcom comú i no exclusiu de les tripulacions de la USAAF. Warren informà que les històries oficials senyalaven 9 paracaigudistes que es negaren a saltar i un mínim de 35 més paracaigudistes que no estaven ferits que tornaren a Anglaterra a bord dels C-47s. El general Gavin informà que molts paracaigudistes estaven atordits després del salt, amagant-se en fossats fins que van ser portats al combat pels veterans. Wolfe senyalà que si bé el seu grup havia frustrat el lliurament d'algunes unitats en el salt nocturn, en una segona missió realitzada durant el Dia-D en horari diürn es realitzà perfectament tot i que estar sota un intens foc antiaeri provinent dels alemanys.
Malgrat això, la polèmica no va fer erupció fins que aquestes afirmacions arribaren al gran públic mitjançant el super-vendes Band of Brothers de Stephen Ambrose, en particular per les acusacions sinceres d'icones com Richard Winters. El 1995, després de la publicació de D-Day June 6, 1944: The Climactic Battle of World War II, els historiadors dels paracaigudistes, incloent Lew Johnston (314è TCG), Michael Ingrisano Jr. (316è TCG) i l'antic planificador de ponts aeris del Cos de Marines Randolph Hils intentaren obrir un diàleg amb Ambrose per corregir errors que advertiren a "D-Day", els quals van ser repetits al més popular i més conegut "Band of Brothers". La seva frustració amb aquest fracàs de seguir pel que havien cregut que eren promeses per corregir l'original, en particular pel que fa a les acusacions de covardia i incompetència en general entre els pilots, els portà a rèpliques detallades quan els errors tornaren a ser àmpliament difosos, incloent en un documental emès el 8 d'abril del 2001 a The History Channel. El 2004, a MHQ: The Quarterly of Military History es repetiren els errors en les representacions mostrant la manca d'entrenament nocturn, la covardia dels pilots, i que els pilots dels transports eren l'escòria de la USAAF, amb Ambrose citat com a font.